# كيسة بشرانية داخل القحف
كيسة بشرانية داخل القحف هو نوع من الأكياس التي تتطور في المراحل الجنينية المبكرة. حيث تتكون هذه الأكياس عندما تحتبس الخلايا الظهارية داخل الخلايا التي تشكل الدماغ.

## الأعراض والعلامات
تشير مراجعة لحالات سابقة إلى أن العديد من المرضى الذين يعانون من الأكياس الجلدية داخل الجمجمة لا يظهرون أعراضًا ملحوظة أو يحصلون على تشخيص حتى يتراوح أعمارهم بين 20 و 40 عامًا. عندما تظهر الأعراض، غالبًا ما تكون نتيجة الضغط الناتج عن نمو الورم. حيث تعتمد الأعراض على المنطقة التي يضغط عليها الكيس الجلدي. وقد تشمل هذه الأعراض:
- الصداع – غالبًا ما يكون أسوأ في الصباح أو عند تغيير الوضعية؛ قد يصبح مستمرًا وأشد أو أكثر تكرارًا؛ وعادة لا يكون صداعًا عاديًا.
- مشاكل في الرؤية – مثل تشوش الرؤية، الرؤية المزدوجة، أو فقدان الرؤية الطرفية، بما في ذلك العمى النصفي.
- فقدان الإحساس أو الحركة – في الذراعين أو الساقين أو الوجه.
- الدوار أو صعوبة في التوازن – عدم الثبات، الدوار، أو صعوبة في المشي.
- صعوبة في النطق – صعوبة في التحدث أو تشكيل الكلمات بوضوح.
- الارتباك أو عدم التوجيه – صعوبة في التعامل مع الأمور اليومية أو الشعور بالتشوش.
- النوبات – خصوصًا لدى الأشخاص الذين لم يعانوا من النوبات من قبل.
- فقدان السمع – أو الشعور بالطنين أو الرنين في الأذن.
- صعوبة في البلع أو الكلام – صعوبة في البلع أو نطق الكلمات.
- التعب أو النعاس – خاصة عند الأطفال، قد يشعرون بزيادة في التعب أو النعاس.

## العوامل المسببة
تنشأ هذه الأورام عندما تنحبس الخلايا الظهارية أثناء إغلاق الأنبوب العصبي. حيث يحدث ذلك بين الأسبوع الثالث والخامس من تطور الجنين.

## التشخيص
يمكن استخدام التصوير بالرنين المغناطيسي (MRI) والأشعة المقطعية (CT) للدماغ لتحديد هذه الأورام.

## العلاج
لإزالة هذه الأورام يتطلب دائمًا إجراء جراحة جذرية. حيث تشير التقارير إلى أن معدل تكرار الأورام بعد الإزالة الجزئية يبلغ 30% بعد فترة متوسطة من 8.1 سنوات. الجراحة هي العلاج الرئيسي لإزالة الورم الدماغي. قد يساعد استخدام المنظار في تحقيق إزالة جراحية أكثر اكتمالًا من الأماكن المخفية. وقد لوحظ أن بعض المرضى يعانون من أورام تنمو بسرعة غير عادية، خاصة بعد الجراحة. بعد العملية الجراحية، يُوصى بشدة أن يخضع المرضى لتصوير بالرنين المغناطيسي (MRI) كل ثلاثة أشهر لمراقبة الأورام أو وفقًا لتوجيهات جراحي الأعصاب أو أطباء الأعصاب. عند مراقبة الورم، يُفضل استخدام نفس المرفق لكل فحص. قد يؤدي استخدام مرافق مختلفة إلى تغييرات طفيفة في الفحص مما يؤدي إلى قياسات غير دقيقة للورم الدماغي. وتعد الأورام الجلدية داخل الجمجمة أورامًا بطيئة النمو، وقد تعاود الظهور بعد الإزالة غير الكاملة أثناء الجراحة، رغم أن ذلك قد يستغرق العديد من السنوات. إلا أن هذه الأورام الحميدة البطيئة النمو تحتضن الأعصاب والشرايين بدلاً من تحريكها.